# Эньян, Этьенн
Этьен Эньян (фр. Étienne Aignan; 1773—1824) — французский писатель.

## Биография
Напечатал трагедию: «La mort de Louis XVI» через несколько недель после смерти этого короля; получил известность благодаря пьесам «Clisson» (1802); «Polyxène» (1804); «Nephtali» (1806); «Brunehaut» (1811), которые не имели успеха, но доставили автору кресло во французской академии.
Даже Тальма не мог спасти в 1816 г. его трагедию «Arthur de Bretagne». Кроме того, Эньян написал: «La vision d’un vieillard» (1810): «De la justice et de la police» (1817); «De l’état de protestants en France depuis le seizième siècle» (1817); «Des coups d’Etat dans la monarchie constitutionnelle» (1819) и др.